# Лесные Поляны (Челябинская область)
Лесны́е Поля́ны — посёлок в Нагайбакском районе Челябинской области России. Входит в состав Куликовского сельского поселения.

## История
В 1963 году указом Президиума Верховного Совета РСФСР посёлок Северный переименован в Лесные Поляны.

## Население
| 2002 | 2010 |
| ---- | ---- |
| 163  | ↘130 |

## Улицы
- ул. Западная,
- ул. Лесная,
- ул. Садовая,
- ул. Центральная,
- ул. Южная.